# Promenade du Paillon
La promenade du Paillon est une coulée verte située à Nice et conçue par le paysagiste Michel Péna. Elle permet de relier la promenade des Anglais jusqu’au théâtre national en longeant d’un côté l’avenue des Phocéens suivi du boulevard Jean-Jaurès et d’un autre côté l’avenue de Verdun suivi de l’avenue Félix-Faure sur une longueur de 1,2 km. Elle passe à côté du théâtre de verdure et du jardin Albert-Ier, et suit le cours du fleuve couvert Paillon.

## Historique
À la suite du début de la couverture du Paillon en 1868, le terrain gagné en amont de la place Masséna accueille le Casino municipal et le square Masséna, aujourd'hui square du Général Leclerc. En 1931, l’esplanade Risso (aujourd'hui Kennedy) est inaugurée. En 1954, au nord de cette esplanade, le palais des expositions est construit puis dans les années 1980 le palais des congrès Acropolis au sud. En 1970, le Théâtre national de Nice remplace le casino, avant d'être démoli et reconstruit en 1989, lui en amont. Le complexe gare routière-parking en 1973 est construit de part et d'autre de la Traverse Flandres-Dunkerque. En 1990 c'est au tour du MAMAC et de la Tête Carrée en 2002 d'être inaugurés, qui achève la quasi complète urbanisation de la couverture du Paillon.
Les travaux de la promenade du Paillon débutent en 2010 par la démolition de la gare routière de Nice et de ses jardins suspendus,. Le montant total de ceux-ci s'élève à quarante millions d'euros. La coulée verte est inaugurée le 26 octobre 2013 par Christian Estrosi et Éric Ciotti. 
Les lieux deviennent immédiatement prisés par les Niçois et les touristes, en particulier les jeux d'enfants. En une semaine, trois enfants se blessent sur une attraction en bois, ce qui oblige la municipalité à revoir les mesures de sécurité avec le constructeur du jeu. Rapidement, on annonce une hausse de 20 % de l'immobilier autour de la promenade.
En janvier 2020, le maire de Nice, Christian Estrosi, présente un projet d'extension de la Coulée verte. Cette extension devrait entraîner la démolition du Théâtre national de Nice et du Palais des Congrès Acropolis,,. Longue de 1 kilomètre et d'une superficie d'un peu moins de 8 hectares, l'extension verra le jour en 2025.

## Description
La promenade du Paillon fait une superficie de 12 ha. C'est une coulée verte composée de 1 600 arbres, 6 000 arbustes et 50 000 plantes vivaces. Elle comprend également un miroir d’eau de 3 000 m2, équipé de 128 jets ainsi qu'un plateau des brumes de 1 400 m2. Plusieurs scénarios sont offerts aux yeux des spectateurs. Le règlement du parc interdit la position assise sur les pelouses.
Une partie de la promenade du Paillon, située immédiatement à l'est du miroir d'eau, est nommée « espace Jacques Médecin », du nom de l'ancien maire de Nice.

## Sculptures
L'art est présent sous la forme de :
- Une reproduction en bronze du David de Michel-Ange fondu par la fonderie Tessaroli à Pietrasanta (Italie);
- Un monument dédié au général niçois Masséna, œuvre de Carrier-Belleuse.
- Un bronze original de Cyril de La Patellière, " Nikaïa ", inauguré le 13 juin 2019 par Christian Estrosi.

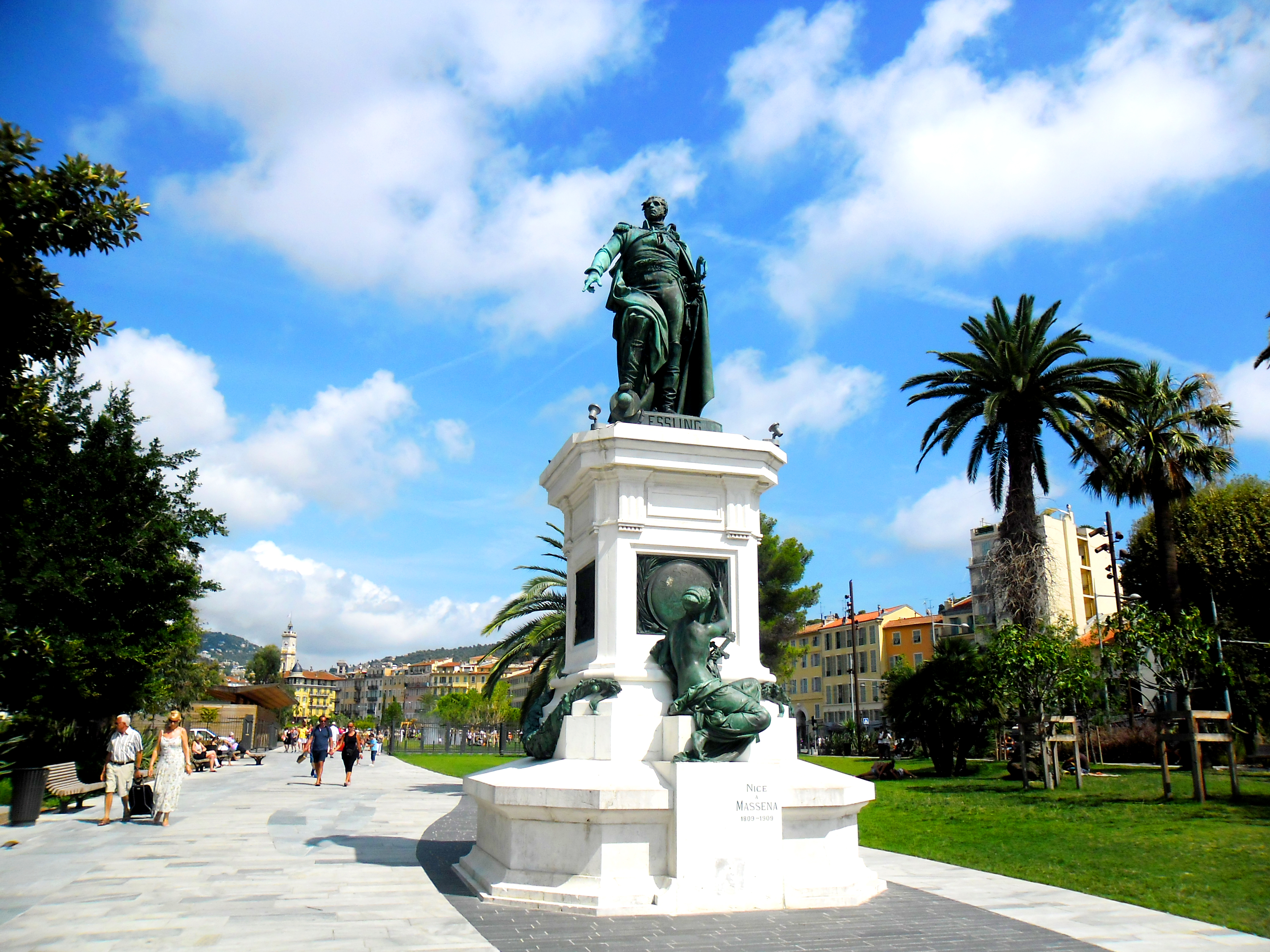
Statue de Masséna
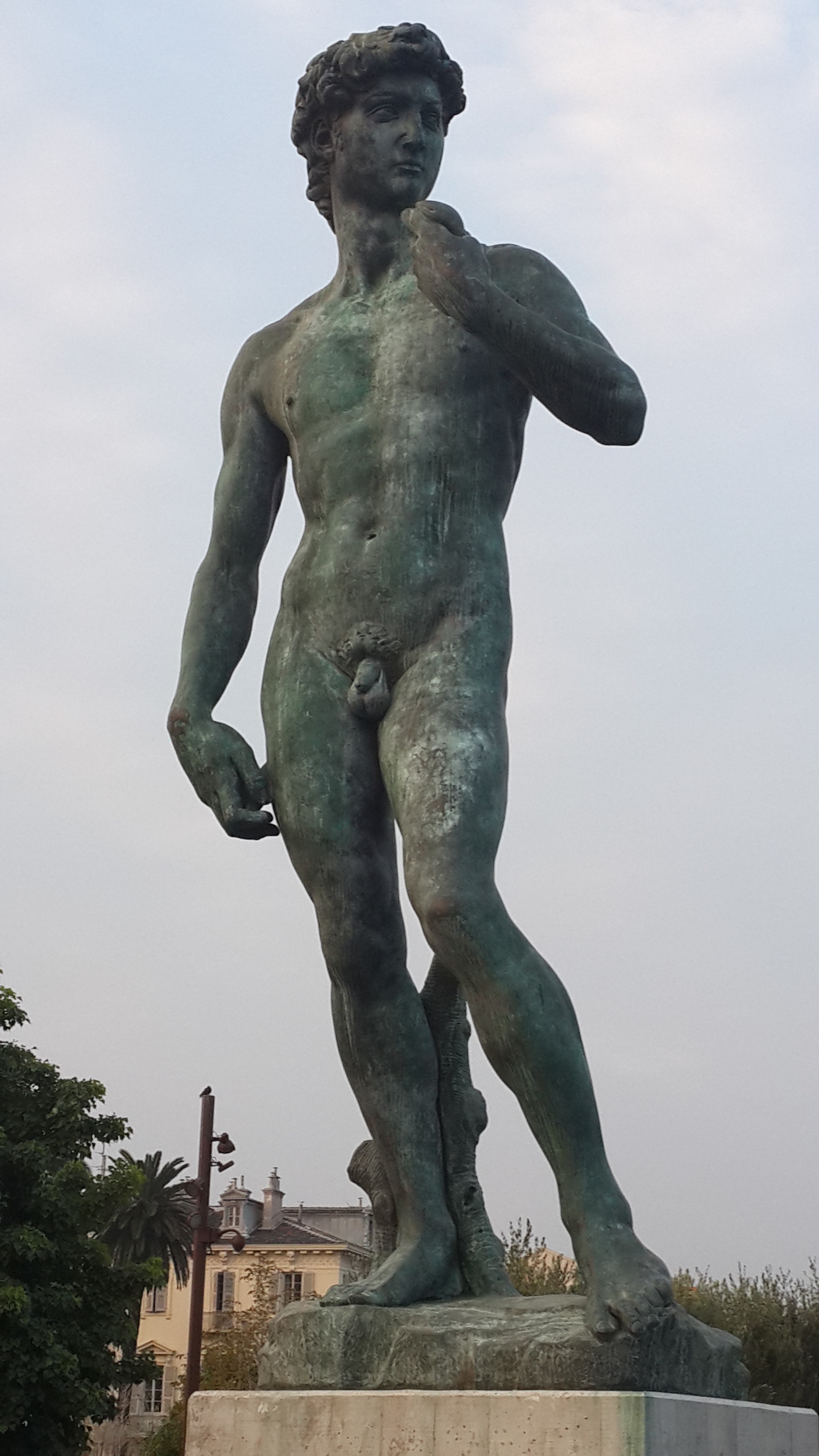
Réplique du David
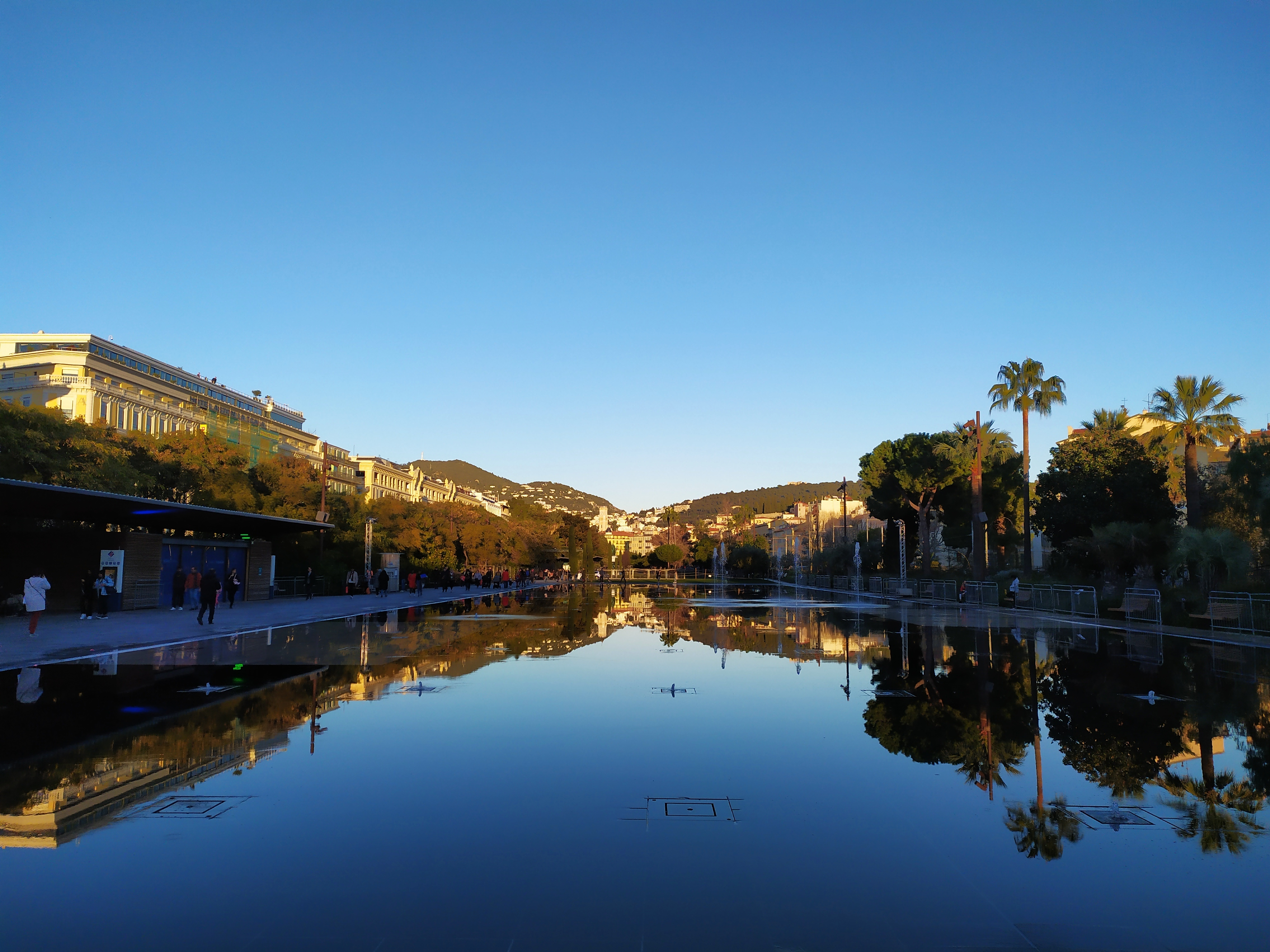
Miroir d'eau
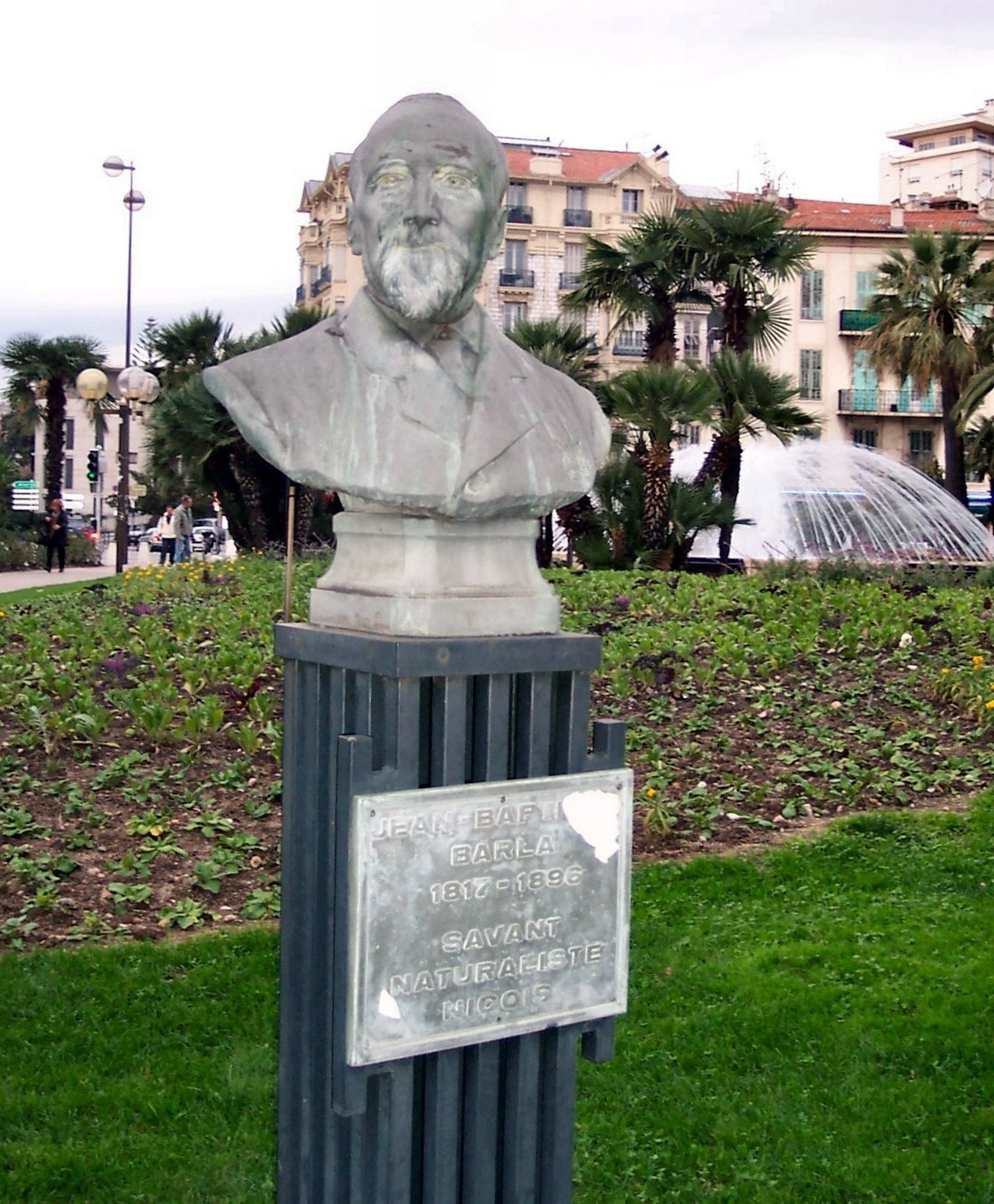
Buste de Jean-Baptiste Barla